# Doktor Kryzys
Doktor Kryzys (kor. 닥터슬럼프) – południowokoreański serial telewizyjny z 2024 roku, napisany przez Baek Seon-woo, wyreżyserowany przez Oh Hyun-jonga, z udziałem Park Hyung-sika, Park Shin-hye, Yoon Park i Gong Seong-ha. Był emitowany na JTBC od 27 stycznia do 17 marca 2024 roku, w każdą sobotę i niedzielę o 22:30 (KST). Serial jest również dostępny do streamingu na TVING w Korei Południowej oraz na Netflixie w wybranych regionach.

## Fabuła
To romantyczny serial komediowy opowiadający o relacji pełnej nienawiści, która przekształca się w miłość między Nam Ha-neul i Yeo Jeong-woo. Oboje mieli obiecujące perspektywy kariery, ale z różnych powodów wpadli w życiowy kryzys. Ha-neul i Jeong-woo byli rywalami w liceum, którzy nie znosili się nawzajem i rozstali się po jego ukończeniu. Jednak, gdy zmuszeni są porzucić swoje prace jako lekarze, trafiają na siebie ponownie i ostatecznie zaczynają mieszkać razem w domu Ha-neul.

## Obsada

### Główna
- Park Hyung-sik jako Yeo Jeong-woo
- Park Shin-hye jako Nam Ha-neul
- Yoon Park jako Bin Dae-yeong
- Gong Seong-ha jako Lee Hong-ran
- Oh Dong-min jako Min Kyung-min

### Drugoplanowa

#### Rodzina Ha-neul
- Jang Hye-jin jako Kong Wol-seon
- Yoon Sang-hyeon jako Nam Ba-da
- Hyun Bong-sik jako Kong Tae-seon

#### Ludzie z liceum Yeongwon
- Jeong Ji-sun jako Han Sang-chul
- Park Won-ho jako Kim Mu-geun
- Kang Sang-jun jako Son Chan-yeong

#### Inni
- Song Ji-woo jako Do Hye-ji
- Kim Jae-beom jako Kang Jin-seok

### Gościnna
- Park Won-sang jako Nam Man-seoka

- Lee Seung-joon jako psychiatra Ha-neul
- Jang In-sub jako przyjaciel Jeong-woo i Dae-yeonga
- Cha Yong-hak jako prokurator
- Lee Sung-kyung jako Han Woo-ri

## Oglądalność
Źródło: Pomiar oglądalności przeprowadzony w całym kraju przez Nielsen Korea.
| Sezon | Numer odcinka | Numer odcinka | Numer odcinka | Numer odcinka | Numer odcinka | Numer odcinka | Numer odcinka | Numer odcinka | Numer odcinka | Numer odcinka | Numer odcinka | Numer odcinka | Numer odcinka | Numer odcinka | Numer odcinka | Numer odcinka | Średnia |
| Sezon | 1             | 2             | 3             | 4             | 5             | 6             | 7             | 8             | 9             | 10            | 11            | 12            | 13            | 14            | 15            | 16            | Średnia |
| ----- | ------------- | ------------- | ------------- | ------------- | ------------- | ------------- | ------------- | ------------- | ------------- | ------------- | ------------- | ------------- | ------------- | ------------- | ------------- | ------------- | ------- |
| 1     | 0.938         | 1.261         | 1.229         | 1.265         | 0.955         | 0.988         | 1.316         | 1.549         | 1.383         | 1.984         | 1.402         | 1.631         | 1.332         | 1.517         | 1.196         | 1.535         | 1.343   |

| No. | Pierwotna data emisji | Średni udział w widowni (Nielsen Korea) | Średni udział w widowni (Nielsen Korea) |
| No. | Pierwotna data emisji | Nationwide                              | Seul                                    |
| --- | --------------------- | --------------------------------------- | --------------------------------------- |
| 1 | 27 stycznia 2024      | 4.060%                                  | 4.769%                                  |
| 2 | 28 stycznia 2024      | 5.137%                                  | 5.867%                                  |
| 3 | 3 lutego 2024         | 5.075%                                  | 5.679%                                  |
| 4 | 4 lutego 2024         | 6.738%                                  | 7.468%                                  |
| 5 | 10 lutego 2024        | 3.735%                                  | 4.042%                                  |
| 6 | 11 lutego 2024        | 3.869%                                  | 3.964%                                  |
| 7 | 17 lutego 2024        | 5.699%                                  | 6.916%                                  |
| 8 | 18 lutego 2024        | 6.231%                                  | 6.823%                                  |
| 9 | 24 lutego 2024        | 5.824%                                  | 6.808%                                  |
| 10 | 25 lutego 2024        | 8.173%                                  | 9.773%                                  |
| 11 | 2 marca 2024          | 5.704%                                  | 6.444%                                  |
| 12 | 3 marca 2024          | 6.598%                                  | 7.658%                                  |
| 13 | 9 marca 2024          | 5.272%                                  | 6.228%                                  |
| 14 | 10 marca 2024         | 6.325%                                  | 7.190%                                  |
| 15 | 16 marca 2024         | 4.951%                                  | 5.937%                                  |
| 16 | 17 marca 2024         | 6.463%                                  | 7.431%                                  |
| Średnia | Średnia               | 5.616%                                  | 6.437%                                  |
| - W tabeli powyżej, niebieski liczby przedstawiają najniższe oceny, a czerwone liczby przedstawiają najwyższe oceny. - Ten serial był emitowany na kanale kablowym/płatnej telewizji, który zazwyczaj ma relatywnie mniejszą widownię w porównaniu do telewizji naziemnej/publicznych nadawców (KBS, SBS, MBC i EBS). |                       |                                         |                                         |